# Покровский, Иван Фёдорович
Ива́н Фёдорович Покро́вский (27 января 1925 Севастополь, Крымская АССР — 1 февраля 2019, Санкт-Петербург, Россия) — советский и российский юрист, доктор юридических наук, профессор. Участник Великой Отечественной войны.

## Биография
Родился 27 января 1925 года в Севастополе, в семье военных. В 1931—1941 годах учился в средней школе. Весной 1942 года был эвакуирован из блокадного Ленинграда в Армавир. В 1943 году ушёл на фронт. В 1945 году участвовал в параде Победы. Демобилизован в 1948 году. В 1948—1949 годах учился в Московском юридическом институте.
В 1951 году окончил Ленинградский юридический институт имени М. И. Калинина. В 1956 году защитил кандидатскую диссертацию «МТС — опорный пункт государственного руководства колхозами». В 1972 году защитил докторскую диссертацию «Формирование правосознания личности». До 1973 года работал в Государственной библиотеке имени М. Е. Салтыкова-Щедрина, преподавал в различных высших учебных заведениях.
В 1973—2019 годах заведовал кафедрами Ленинградском высшем инженерном морском училище имени адмирала С. О. Макарова и Государственном университете морского и речного флота имени адмирала С. О. Макарова. В 1997 году по его инициативе в ЛВИМУ была создана кафедра морского права а в 1998 году организовал и возглавлял НОУ ДПО Институт Морского права.
Умер 1 февраля 2019 года в Санкт-Петербурге, похоронен на Волковском кладбище.

## Научная деятельность
Автор около 500 научных работ, в том числе 18 монографий и учебных пособий. Им были созданы множество новых направлений, в частности проблемы «Правосознания личности», организовал собственную школу в этой области. Под его руководством было сдано 80 кандидатских и 30 докторских диссертаций. В современной работе с академиком Керимовым Д. А. исследовал проблемы использования средств и методов кибернетики в праве. Его труды получили признание в России и в зарубежных странах.

## Награды
- Заслуженный деятель науки РФ;
- Заслуженный юрист РФ;
- Заслуженный работник культуры РФ;
- Медаль «За победу над Германией в Великой Отечественной войне 1941—1945 гг.»;
- Медаль «За доблестный труд в Великой Отечественной войне»;
- Медаль «В память 250-летия Ленинграда»;
- Медаль «В память 300-летия Санкт-Петербурга»;
- Медаль «200 лет МВД России»;
- Юбилейная медаль «300 лет Российскому флоту»;
- Орден «За заслуги перед Отечеством» II степени;
- Орден Почёта (2011)[5];
- Медаль «100-летие со дня рождения В. И. Ленина»;
- Знак «За отличную работу»;
- «Почётный работник транспорта России»;
- «Почётный работник Морского Флота».

## Основные работы
Сочинения
- Покровский И. Ф. Оплата труда в колхозах. — Л., 1956.
- Покровский И. Ф. МТС — опорный пункт государственного руководства колхозами. — М., 1957.
- Покровский И. Ф. Помощь Государственной Публичной библиотеке им. М. Е. Салтыкова-Щедрина массовым библиотекам // Тр. / ГПБ. — 1957. — Т. 4. — (7).
- Покровский И. Ф. В помощь проведению читательских конференций по вопросам экономики промышленного предприятия. Иваново / в соавт. с Левиным С. И.. — 1958.
- Покровский И. Ф. Некоторые вопросы правовых основ взаимоотношения МТС с колхозами // Правоведение. — 1958. — № 2.
- Покровский И. Ф. Основные вопросы кодификации земельного законодательства // Вопросы кодификации советского права. — Л., 1958.
- Покровский И. Ф. Пропаганда литературы по вопросам конкретной экономики. — 2-е издание, дополнено и переработано 1960. — Л., 1958.
- Покровский И. Ф. Правовое положение садоводческих товариществ рабочих и служащих. — М., 1959.
- Покровский И. Ф. Пропаганда литературы о коммунистическом воспитании молодежи. — Л., 1960.
- Покровский И. Ф. Пропаганда литературы по вопросам конкретной экономики. — Л., 1960.
- Покровский И. Ф. Работа библиотек в помощь коммунистическому воспитанию трудящихся // Тр. / ГПБ. — 1962. — Т. 10. — (13).
- Покровский И. Ф. Государственная Публичная библиотека им. М. Е. Салтыкова-Щедрина в помощь коммунистическому воспитанию читателей массовых библиотек // СтББ. — 1964. — Вып. 15, 36.
- Покровский И. Ф. Организация машинной справочно-информационной службы в области законодательства / в соавт. с Керимовым А. А.. — Л., 1967.
- Покровский И. Ф. Формирование правосознания личности. — Л., 1972. — (Вопрсы теории и практики).
- Покровский И. Ф. Контрпропаганда в идеологическом противоборстве. — Л., 1986.
- Покровский И. Ф. Проблемы правового режима Северного морского пути: (к проведению Международного полярного года 2007—2008 гг.) // Транспортное право. — 2007. — № 2.
- Покровский И. Ф. Мирное разрешение международных морских споров: история права и его будущее // Там же  / в соавт. с А. В. Овлащенко. — 2009. — № 7.

Под редакцией
- Из опыта работы ленинградских библиотек с общественно-политической литературой: информационная бюллетень. — Л., 1957.
- Мельникова А. С., Тимофеева И. Н. Человек будущего воспитывается сегодня: молодежи о XXI съезде КПСС: рекомендованные списки литературы. — Л., 1959.
- Асеева Н. В. Комплексная механизация и автоматизация — крылья семилетки: обзор литературы. — Л., 1960.
- Воспитательная работа со студентами во внеучебное время: меж вузовые конференции 25—26 ноября 1970. — 1971.